# 番社 (苗栗縣)
番社，原寫為蕃社，是臺灣苗栗縣通霄鎮的一個傳統地域名稱，位於該鎮中部偏西。相較於今日行政區，其範圍大致為平安里的通霄溪以西不含最南端、福源里西南端一小部分、通灣里東南部新省道附近一小部分。

## 歷史
台灣清治末期至日治初期，番社地區為一街庄，稱為「蕃社庄」，隸屬於苗栗二堡。該庄東北與北勢窩庄為鄰，東南與內湖庄、圳頭庄為鄰，西南邊為通霄街，西北邊為通霄灣庄。
1901年（日治明治三十四年）11月，該庄隸屬於苗栗廳。1909年（明治四十二年）10月，改隸屬於新竹廳。1920年（大正九年），該庄改制並雅化為「番社」大字，隸屬於新竹州苗栗郡通霄庄
戰後通霄庄改制為通霄鄉，隸屬於新竹縣，大字改制為村。1948年，通霄鄉改制為通霄鎮，村亦改制為里。1950年桃、竹、苗分治，通霄鎮改隸屬於重新成立的苗栗縣。

## 交通
省道台1線又稱「縱貫公路」，是臺北至屏東楓港的平面幹道，大致以西北—東南走向經過番社地區中部，向西北轉北可前往後龍、頭份、新竹等地，向東南轉南可前往苑裡、大甲、清水、彰化等地。台1線在本地區路段屬於繞過通霄市區的東南側外環道的一部分。
縣道128號是通霄至公館的道路，大致以西南—東北走向經過本地區東南部邊界地帶，向西南可前往通霄市區，向東可前往公館麻薺寮，最終止於省道台6線路口。